# Kartxevskiïta
La kartxevskiïta és un mineral de la classe dels que pertany al grup de la wermlandita. Anomenat així en honor de Pavel Karehevsky, mineralogista rus, per les seves contribucions a l'estudi dels massisos carbonatítics. És semblant a la hidrotalcita quant a l'estructura d'hidròxid de doble capa.

## Característiques
La kartxevskiïta és un element químic de fórmula química Mg18Al9(OH)54Sr₂(CO₃)9(H₂O)₆ (H₃O)₅. Cristal·litza en el sistema trigonal. La seva duresa a l'escala de Mohs és 2.

## Formació i jaciments
S'ha descrit només al Massís de Kovdor (Rússia; localitat tipus). Es forma com a mineral hidrotermal durant els últims estadis, formant intercreixements amb la quintinita-3T en cavitats en dolomita en un context carbonatític.